# 安诺夫卡 (布良卡市议会)
48°28′54″N 38°32′54″E / 48.48167°N 38.54833°E

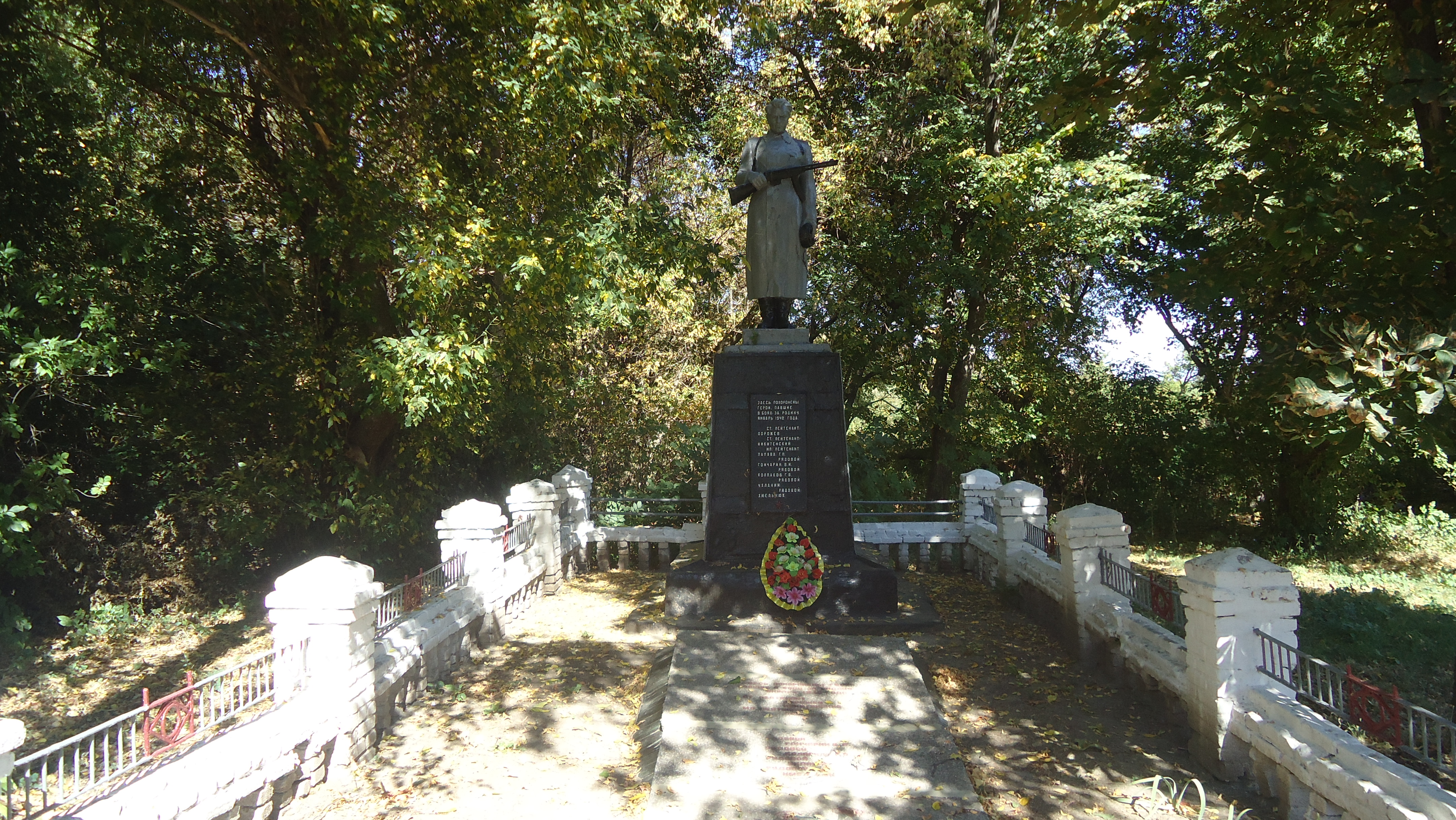
苏联烈士墓

安诺夫卡，或按乌克兰语译作漢尼夫卡（羅馬化：Hannivka），是烏克蘭東部盧甘斯克州阿尔切夫斯克区的卡季伊夫卡市鎮的鎮。
該鎮始建於1915年，於1965年成為市級鎮，2018年人口為1283人。
該鎮自2014年以来处于俄羅斯佔領之下，俄方區劃為卢甘斯克人民共和国布良卡市议会的市級鎮。

## 人口統計
根據 2001年烏克蘭人口普查，鎮民的母語分配如下：
- 乌克兰语：89.4%
- 俄语：9.2%
- 其他：1.4%